# Гланцман, Андрей
Андре́й Гла́нцман (рум. Andrei Glanzmann; 27 марта 1907, Прешов, Австро-Венгрия — 23 июня 1988) — румынский футболист, игравший на позиции нападающего, и футбольный тренер. Выступал на первом в истории чемпионате мира.

## Карьера футболиста

### Клубная карьера
Гланцман начал свою карьеру в 1929 году в клубе «Орадя». В 1930 году он недолгое время выступал за клуб «Рипенсия», который не мог выступать в официальных матчах из-за своего профессионального статуса. В том же году футболист вернулся в «Орадю».
В 1932 году клуб был участником первого профессионального чемпионата Румынии, а 9 октября 1932 года Гланцман провёл свой первый матч в сезоне против «Униря Триколор» (7:3). В чемпионате футболист отличался редко, хотя и играл на позиции нападающего. Наибольшего успеха с командой он добился в 1935 году, заняв второе место в чемпионате, после чего и завершил свою игровую карьеру.

### Карьера в сборной
Гланцманн провёл 13 игр за сборную Румынии и забил два мяча. Тренер сборной Константин Рэдулеску включил его в состав сборной на чемпионат мира 1930 года в Уругвае, несмотря на отсутствие опыта игры на международном уровне, но так и не использовал игрока на турнире. Первый матч за сборную он провёл только 10 мая 1931 года, в матче Балканского кубка румынам противостояла сборная Болгарии (5:2). 28 июня в матче этого турнира против Югославии (4:2) забил свой первый гол за сборную.

## Тренерская карьера
По окончании карьеры футболиста Гланцман стал тренером и возглавлял клуб «КС Тыргу-Муреш» в сезоне 1946/1947.

## Статистика
| №  | Дата             | Место проведения   | Соперник     | Счёт | Голы | Турнир                            |
| 1  | 10 мая 1931      | Бухарест, Румыния  | Болгария     | 5:2  | —    | Балканский кубок 1929—1931        |
| 2  | 28 июня 1931     | Загреб, Югославия  | Югославия    | 4:2  | 1    | Балканский кубок 1929—1931        |
| 3  | 23 августа 1931  | Варшава, Польша    | Польша       | 3:2  | —    | Товарищеский матч                 |
| 4  | 26 августа 1931  | Каунас, Литва      | Литва        | 4:2  | —    | Товарищеский матч                 |
| 5  | 20 сентября 1931 | Орадя, Румыния     | Чехословакия | 4:1  | 1    | Кубок Центральной Европы (любит.) |
| 6  | 4 октября 1931   | Будапешт, Венгрия  | Венгрия      | 0:4  | —    | Кубок Центральной Европы (любит.) |
| 7  | 29 ноября 1931   | Афины, Греция      | Греция       | 4:2  | —    | Балканский кубок 1929—1931        |
| 8  | 8 мая 1932       | Бухарест, Румыния  | Австрия      | 4:1  | —    | Кубок Центральной Европы (любит.) |
| 9  | 12 июня 1932     | Бухарест, Румыния  | Франция      | 6:3  | —    | Товарищеский матч                 |
| 10 | 26 июня 1932     | Белград, Югославия | Болгария     | 0:2  | —    | Балканский кубок 1932             |
| 11 | 28 июня 1932     | Белград, Югославия | Греция       | 3:0  | —    | Балканский кубок 1932             |
| 12 | 3 июля 1932      | Белград, Югославия | Югославия    | 1:3  | —    | Балканский кубок 1932             |
| 13 | 2 октября 1932   | Бухарест, Румыния  | Польша       | 0:5  | —    | Товарищеский матч                 |

Итого: 13 матчей / 2 гола; 9 побед, 0 ничьих, 4 поражения.

## Достижения
- Балканский кубок[англ.]: 1929—1931[англ.]
- 2 место чемпионата Румынии: 1934/1935